# كوركيه
كوركيه (بالتاملية: கொற்கை) هي قرية تقع في ضاحية ثوثكدي الواقعة بولاية تامل نادو في جنوب الهند. وتقع على مقربة من ساحل خليج البنغال. وقد كانت فيما سبق عاصمة للمملكة البانديائية.